# Čínské nudle
Nudle jsou jedním ze základních pilířů čínské kuchyně, liší se podle regionu šířkou, tvarem, surovinami i způsobem přípravy. Z Číny se rozšířily do dalších asijských zemí, jako Japonsko (ramen), Korea (guksu) a země jihovýchodní Asie (vietnamská nudlová jídla hủ tiếu a mì xào jsou čínského původu). Nudle lze rozlišit na pšeničné (麵) a na rýžové nudle a nudle ze škrobu (粉). Pšeničné nudle jsou populárnější v severní Číně, zatímco rýžové jsou populárnější v jižní Číně.
Nudle se v Číně jedly už za dynastie Chan (200 let př. n. l.), velkou popularitu získaly za dynastie Sung, kdy se ve městech začaly objevovat obchody s nudlemi, které zůstávaly otevřeny přes noc. V té době byly nudle známé též pod jménem "polévkový dort" (湯餅).

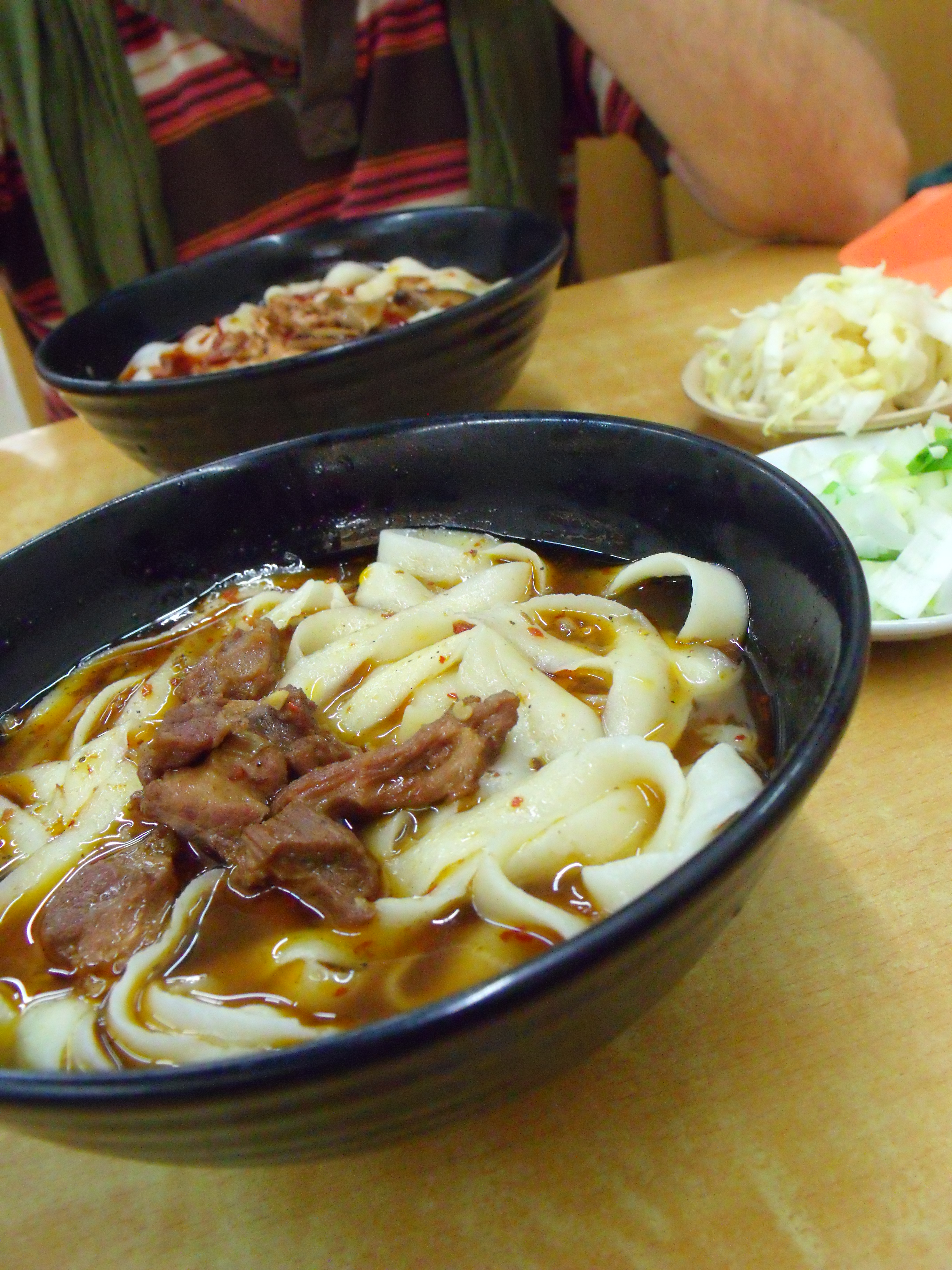
Nudlový pokrm ten-siao-mej

## Ingredience
Těsto na pšeničné nudle se vyrábí z pšeničné mouky, soli a vody, ale někdy se přidává i vejce, louh nebo různé cereálie, pro vylepšení barvy nebo chuti.
Bílé nudle se vyrábějí z rýže nebo ze škrobu (nejčastěji z fazolového z fazolí mungo). Pro zlepšení textury bílých nudlí je do nich ve východní Asii někdy přidáván borax, a to i přes ilegalizaci.

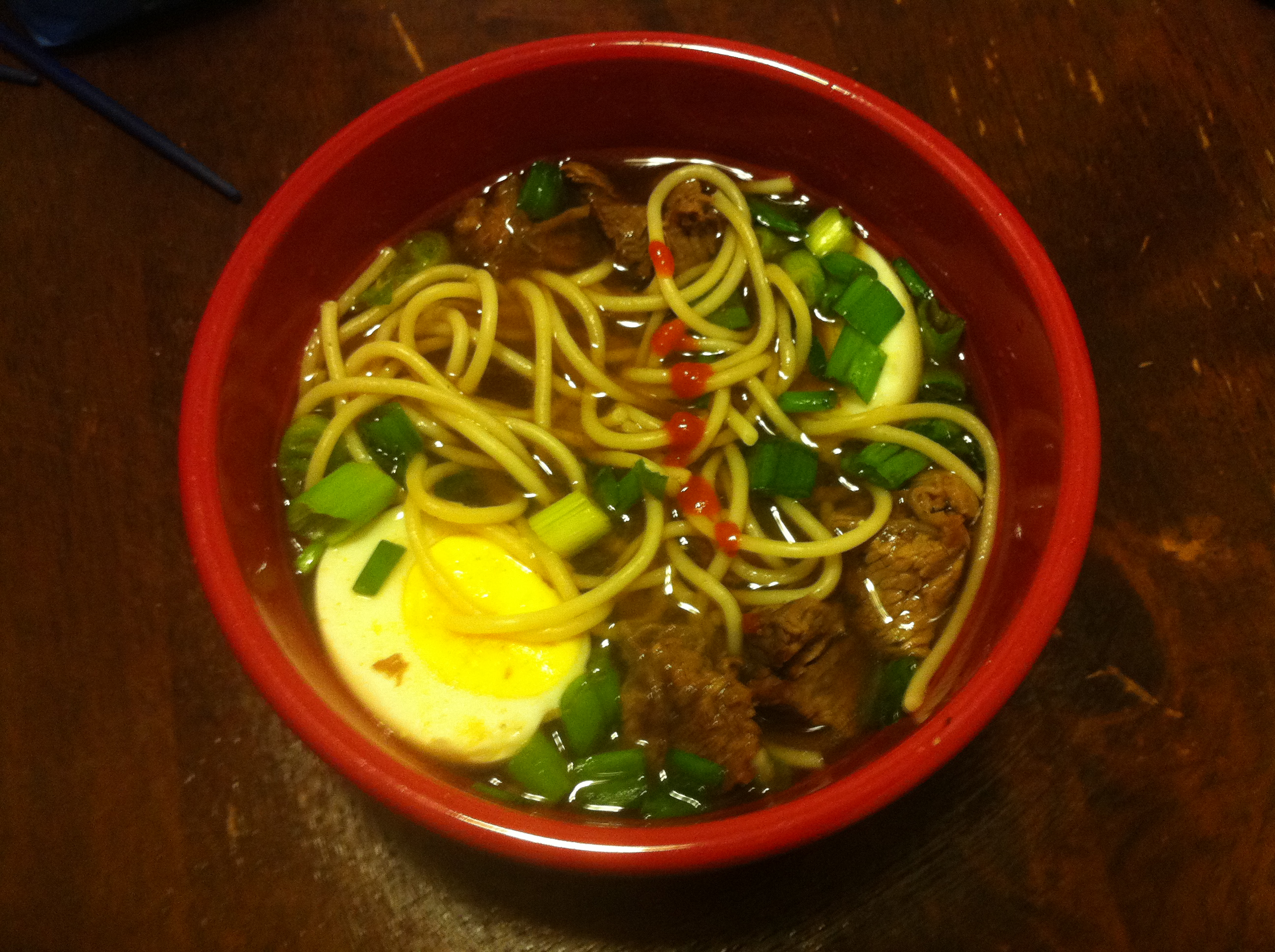
Nudle ja kchamej

## Typy čínských nudlí

### Pšeničné
- Kočičí uši (貓耳朵), vypadají jako kočičí uši, podobné italským orecchiette
- Tao siao mien (刀削面 / 刀削麵), celkem krátké nudle, které jsou nařezené nožem z větší desky z nudlového těsta
- Lamien (拉麵), ručně tahané nudle, ze kterých vznikly japonské nudle ramen
- Ja kchamej (牛肉麵), severoamerické nudle, podobné špagetám, jí se v USA a Kanadě
- Lo mein (捞面／撈麵), vaječné nudle, které jsou restované nejčastěji s masem nebo zeleninou
- Misua (面线／麵線／宮麵), velmi tenké (asi 1 mm.) solené pšeničné nudle, někdy se karamelizují na páře, jsou podobné tenkým italským těstovinám vermicelli
- Saang mej, hongkongské nudle z pšeničné a tapiokové mouky, s mýdlovou texturou
- Tlusté nudle (cchu-mien, 粗面／粗麵), tlusté nudle, ze kterých vznikly japonské nudle udon

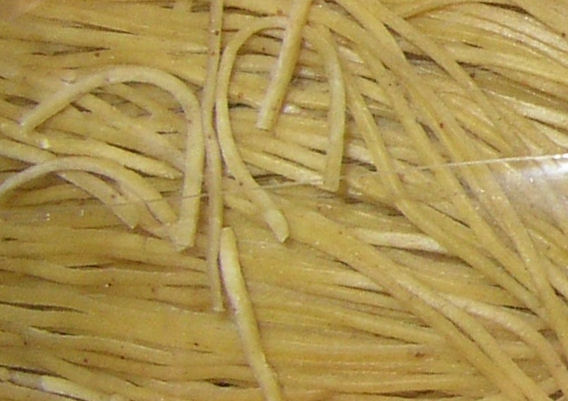
Nudle jook-sing

#### Louhové a vaječné nudle
Do těchto nudlí se přidává louh (nejčastěji uhličitan sodný, uhličitan draselný, hydroxid sodný nebo hydroxid draselný). Díky tomu jsou tyto nudle žluté, žvýkavější a voní výrazně jemně.
- Olejové nudle (油面／油麵), nudle z pšeničné mouky a louhu, někdy se prodávají už předvařené
- Jou-mien (幼面／幼麵), tenké nudle typické pro kantonskou kuchyni
- Mee pok (麵薄), ploché nudle, podobné italským těstovinám linguine
- I mejn (伊麵, 伊府麵), smažené žvýkavé nudle
- Nudle z krevetových jiker (蝦子麵), nudle s krevetovými jikrami, které v nudlích vypadají jako drobné černé tečky
- Jook-sing, neobvyklé kantonské nudle, nudlové těsto je zpracována speciálním bambusovým válečkem

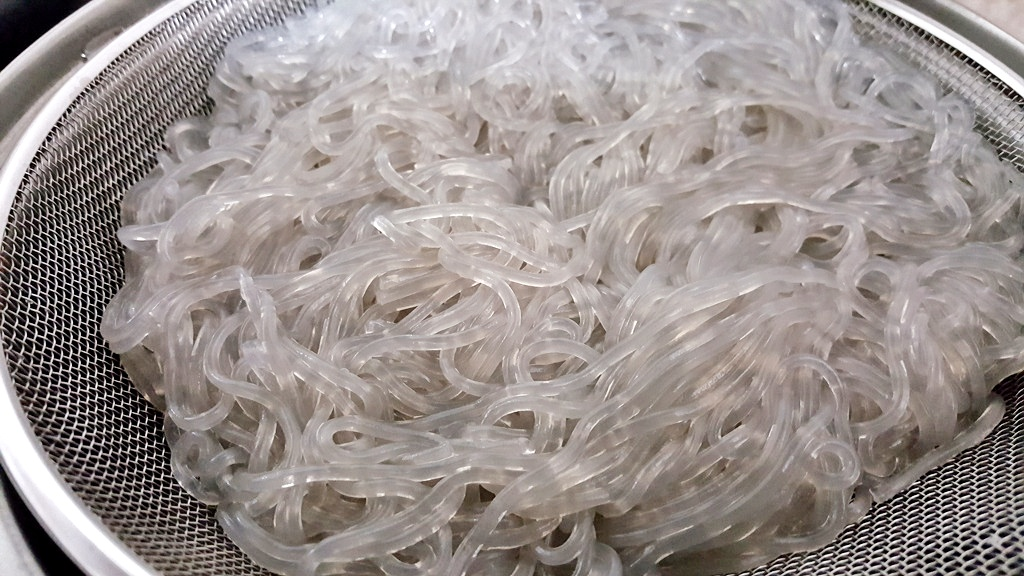
Celofánové (skleněné) nudle

### Rýžové
Nejčastěji vyráběné z rýžové pasty, bez soli. Někdy je do nich přidán škrob.
- Ša-che fen (粿条), ploché nudle, podobné italským těstovinám fettuccine
- Ho fun (沙河粉), ploché široké nudle, podobné italským těstovinám pappardelle
- Lai fun (瀨粉), tlusté poloprůhledné těstoviny s kulatým průřezem, vyráběné z lepivé rýže, podobné italským špagetám
- Mai sin (米線), podobné lai fun
- Rýžové vermicelli (米粉), rýžová verze italských tenkých těstovin vermicelli

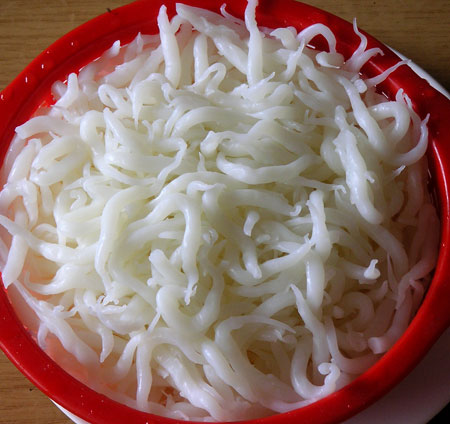
Krysí nudle

### Škrobové
Vyráběné nejčastěji ze škrobu mungo fazolí, někdy z tapiokové škrobu
- Celofánové nudle, skleněné nudle, zimní nudle (冬粉／粉絲), průhledné nudle, vyrábí se nejčastěji z fazolového, tapiokového, bramborového nebo batátového škrobu
- Ploché fazolové škrobové nudle (粉皮)
- Liang pchi (凉皮), nudle z pšeničného škrobu, který zbyl po výrobě lepku
- Krysí nudle (銀針粉), nudle tvaru vřetena, 3-5 mm. široké
- Suān là fěn (酸辣粉), pikantní nudle ze škrobu z batátů, specialita města Čchung-čching

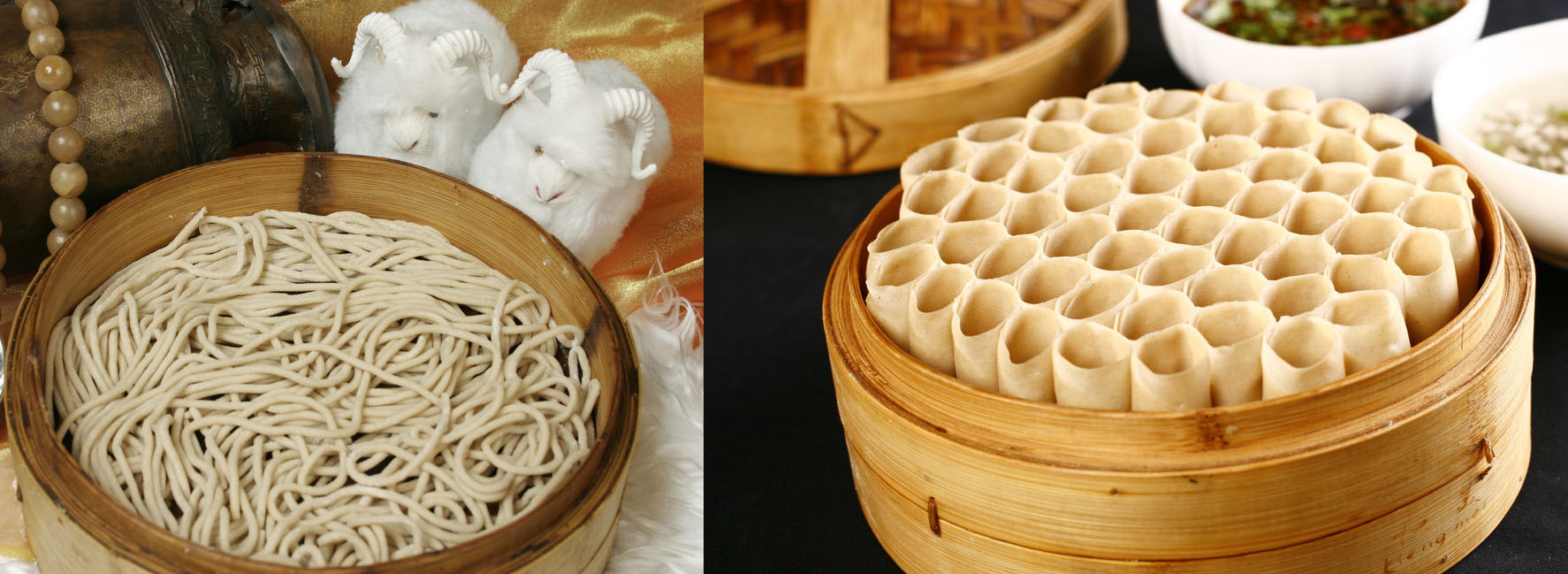
Ovesné nudle jou-mien

### Ovesné
Ovesné nudle nejsou příliš časté, ovšem často se konzumují v západním Vnitřním Mongolsku a provincii Šan-si, ovesná mouka je v této oblasti nazývána jou-mien (莜面).

## Pokrmy z čínských nudlí

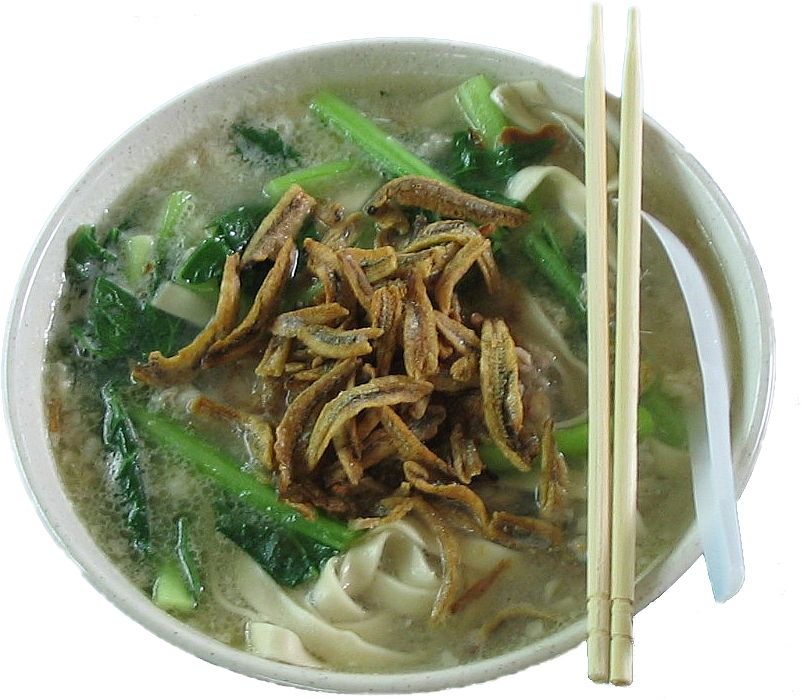
Pan-mien

### Pan-mien
Nudlová polévka spojená s národem Hakka, se kterým z Číny rozšířila i do Malajsie nebo Singapuru. Základem jsou ploché vaječné nudle, dále však v tomto pokrmu můžeme najít zeleninu, rybu nebo maso.

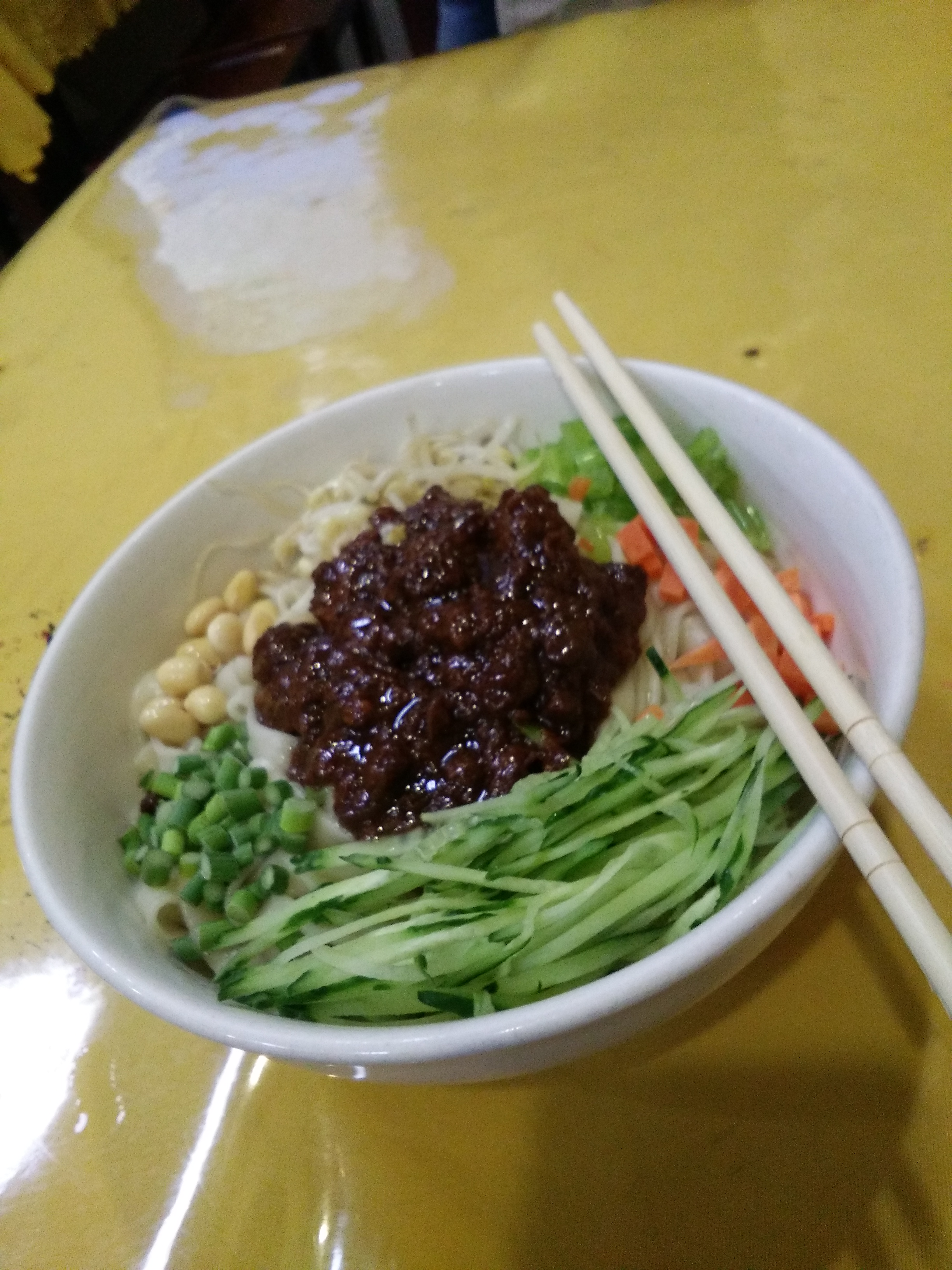
Ča-ťiang-mien

### Ča-ťiang-mien
Nudle podávaná s omáčkou ča-ťiang-mien, která je ze smaženého mletého vepřového masa a fermentované sojové pasty.

### Laksa
Nudlová polévka na bázi kokosového mléka, populární především v jihovýchodní Asii, skládá se z rýžových vermicelli s masem, rybou nebo krevetami.

### Lo mein
Základem jsou vaječné nudle, do kterých se může přidat zelenina, krevety nebo maso. Existuje také polévková verze lo mien, nazývá se wontonová polévka.